# مراد زهو
مراد زاهو (بالإنجليزية: Mourad Zahou)‏ (مواليد 26 أكتوبر 1989 في تونس لاعب كرة قدم تونسي يجيد اللعب في خط الدفاع في نادي طويق السعودي.

## روابط خارجية
- مراد زهو على موقع قاعدة بيانات كرة القدم.إي يو (الإنجليزية)
- مراد زهو على موقع عالم كرة القدم.نت (الإنجليزية)